# 浙江大学国际创新研究院
浙江大学国际创新研究院（英文简称：ZII）是直属于浙江大学的一所研究机构，2007年5月21日成立，由浙大校友、企业家朱敏捐款1000万美元创办。

## 定位
研究院从功能上的定位为：
- 国际产学研项目合作及产业化平台
- 国际化创新型人才交流与培育平台
- 浙商企业创新创业支撑与服务平台

## 宗旨
研究院的宗旨为「锻造国际产学研合作创新链、助推创新生态营造与区域经济发展。」